# Piotr Wandycz
Piotr Stefan Wandycz (geboren 20. September 1923 in Krakau; gestorben 29. Juli 2017 in Branford, Connecticut) war ein polnisch-US-amerikanischer Historiker.

## Leben
Piotr Wandycz wuchs im  seinerzeit polnischen Lemberg auf. Bei Ausbruch des Zweiten Weltkriegs floh die Familie aus dem nun sowjetisch besetzten Ostpolen über Rumänien nach Frankreich, wo er ein polnisches Internat in Villard-de-Lans in Vichy-Frankreich besuchte. Er begann das Studium an der Universität Grenoble, bevor er 1942 nach England floh. Dort wurde er Soldat der Polnischen Armee. Nach Kriegsende studierte Wandycz an der Universität Cambridge und wurde 1951 an der London School of Economics promoviert (Ph.D.). Ein Aufenthalt am Collège d’Europe führte zu seinem ersten wissenschaftlichen Aufsatz.
Wandycz zog Ende 1951 mit zwei Schwestern in die USA, wo er erst 1954 mit Hilfe von Feliks Gross eine Stelle im Wissenschaftsbetrieb finden konnte. Bis 1966 arbeitete er an der Indiana University Bloomington, seit 1960 war er amerikanischer Staatsbürger. 1966 wurde er Assistenzprofessor an der Yale University und hatte dort seit 1968 bis zu seiner Emeritierung 1997 einen Lehrstuhl für russische und osteuropäische Geschichte inne.
Wandycz war Autor von 18 Büchern und zahlreichen Zeitschriftenbeiträgen und Fachrezensionen. Nach der politischen Wende in Polen wurde er Mitglied der Polnischen Akademie der Wissenschaften (1993) und der Polnischen Akademie der Gelehrsamkeit (PAU) (1991) sowie seit 1992 Ehrenmitglied der Polnischen Historischen Gesellschaft. Er erhielt auch die polnische Staatsbürgerschaft.
Wandycz erhielt 1962 und 1989 den George Louis Beer Prize der American Historical Association (AHA) für seine diplomatiegeschichtlichen Werke France and her eastern allies, 1919–1925 und The Twilight of French Eastern Alliances, 1926–1936. Er war Guggenheim Fellow und wurde mehrfach mit Ehrendoktorwürden geehrt.
Wandycz starb 93-jährig im Juli 2017 im amerikanischen Branford und wurde auf dem Grove Street Cemetery in New Haven im US-Bundesstaat Connecticut in einem Familiengrab beigesetzt.

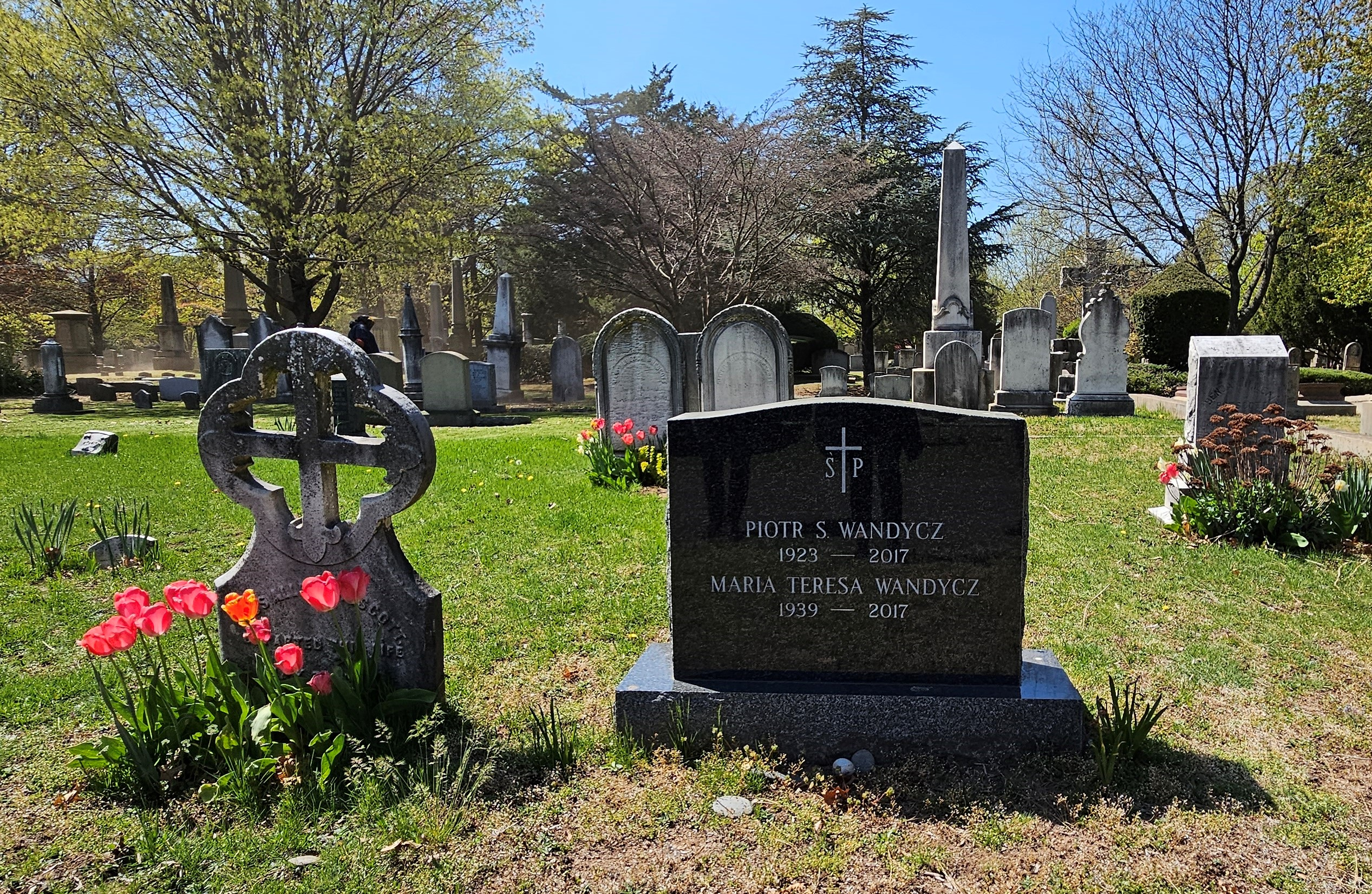
Grab von Piotr Stefan Wandycz

## Schriften (Auswahl)
- Die Großmächte und Ostmitteleuropa vom Berliner Kongreß bis zum Fall der Berliner Mauer. (1878–1989). Oskar-Halecki-Vorlesung 2004: Jahresvorlesung des GWZO. Leipziger Universitäts-Verlag, Leipzig 2006, ISBN 3-86583-178-8 (Darin: Frank Hadler: Piotr S. Wandycz – Ein polnischer Émigré-Historian der Geschichte Ostmitteleuropas. S. 3–11).
- Vorwort in: Michael Alfred Peszke: The Polish Underground Army, the Western Allies, and the Failure of Strategic Unity in World War II. McFarland, Jefferson NC 2004, ISBN 0-7864-2009-X.
- Die Freiheit und ihr Preis. IWM-Vorlesungen zur modernen Geschichte Zentraleuropas. Passagen, Wien 1993, ISBN 3-85165-077-8.
- The price of freedom. A history of East Central Europe from the Middle Ages to the present. Routledge, London u. a. 1992, ISBN 0-415-07626-9.
- Polish diplomacy 1914–1945. Aims and achievements. A lecture in English and Polish. Together with a bibliographical essay on works dealing with recent Polish diplomatic history (= The M. B. Grabowski Memorial Lecture. 3). Orbis Books, London 1988, ISBN 0-903425-15-7.
- The Twilight of French Eastern Alliances, 1926–1936. French-Czechoslovak-Polish Relations from Locarno to the Remilitarization of the Rhineland. Princeton University Press, Princeton NJ 1988, ISBN 0-691-05528-9.
- The United States and Poland. Harvard University Press, Cambridge MA u. a. 1980, ISBN 0-674-92685-4.
- The lands of partitioned Poland, 1795–1918 (= A History of East Central Europe. 7). University of Washington Press, Seattle WA u. a. 1974, ISBN 0-295-95351-9.
- Soviet-Polish relations, 1917–1921 (= Russian Research Center Studies. 59). Harvard University Press, Cambridge MA 1969, ISBN 0-674-82780-5.
- France and her eastern allies, 1919–1925. French-Czechoslovak-Polish relations from the Paris Peace Conference to Locarno. University of Minnesota Press, Minneapolis MN 1962.
- Czechoslovak-Polish Confederation and the Great Powers, 1940–43 (= Indiana University Publications. Slavic and East European Series. 3, ISSN 0898-2910). Indiana University – Research Center in Anthropology, Folklore, and Linguistics, Bloomington IN 1956.